# Jatibonico
Jatibonico è un comune di Cuba, situato nella provincia di Sancti Spíritus. 
Il paese è servito dall'ospedale "Martires de Jatibonico", sito sulla carrettera de Arroyo Blanco; telefono +53 041 82525, +53 041 82778.
Chiesa parrocchiale cattolica 
Una galleria di vetrate sono disponibili all'indirizzo Jatibonico di San Giuseppe Chiesa parrocchiale cattolico, unico nel suo genere in tutta Cuba.